# Topolino campione olimpionico
Topolino campione olimpionico (Barnyard Olympics) è il titolo di un cortometraggio di Topolino del 1932.
È uscito il 15 aprile 1932.

## Trama
Minni e Clarabella vanno ad una gara sportiva dove Topolino, aiutato da Orazio, si sta preparando per una maratona.
Durante la corsa avverranno mille peripezie a causa dell'inettitudine dei partecipanti e della rivalità di Topolino con una versione primitiva di Pietro Gambadilegno.